# فاز و فرکانس لحظه‌ای
فاز و فرکانس لحظه‌ای (به انگلیسی: Instantaneous phase and frequency) مفاهیم مهمی در پردازش سیگنال هستند که در زمینه نمایش و تحلیل توابع متغیر با زمان رخ می‌دهند. فاز لحظه‌ای (همچنین به عنوان فاز محلی یا به سادگی فاز شناخته می‌شود) یک تابع s(t) مختلط-مقدار، تابع حقیقی-مقدار است:{\displaystyle \varphi (t)=\arg\{s(t)\}}که در آن arg تابع آرگومان مختلط است، فرکانس لحظه‌ای نرخ زمانی تغییر فاز لحظه‌ای است. و برای یک تابع s(t) با مقدار حقیقی، از نمایش تحلیلی تابع، sa(t) تعیین می‌شود:
{\displaystyle {\begin{aligned}\varphi (t)&=\arg\{s_{\mathrm {a} }(t)\}\\[4pt]&=\arg\{s(t)+j{\hat {s}}(t)\},\end{aligned}}}
در اینجا {\displaystyle {\hat {s}}(t)} تبدیل هیلبرت s(t) را نشان می‌دهد.
هنگامی که φ(t) به مقدار اساسی آن، یا بازه (−π, π] یا [۰, ۲π) محدود می‌شود، فاز پوشانده نامیده می‌شود. در غیر این صورت فاز ناپوشانده نامیده می‌شود که تابعی پیوسته از آرگومان t است، با فرض اینکه sa(t) یک تابع پیوسته از t باشد. مگر اینکه خلاف آن مشخص شده باشد، شکل پیوسته باید استنباط شود.

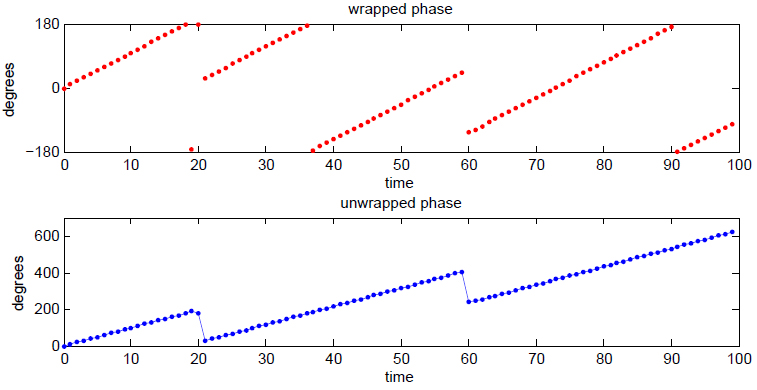
فاز لحظه‌ای برحسب زمان. این تابع دارای دو ناپیوستگی واقعی ۱۸۰ درجه در زمان‌های ۲۱ و ۵۹ است که نشان‌دهنده تقاطع‌های دامنه صفر است. "ناپیوستگی"‌های ۳۶۰ درجه در زمان‌های ۱۹، ۳۷ و ۹۱ برساخته پوشاننده فاز هستند.

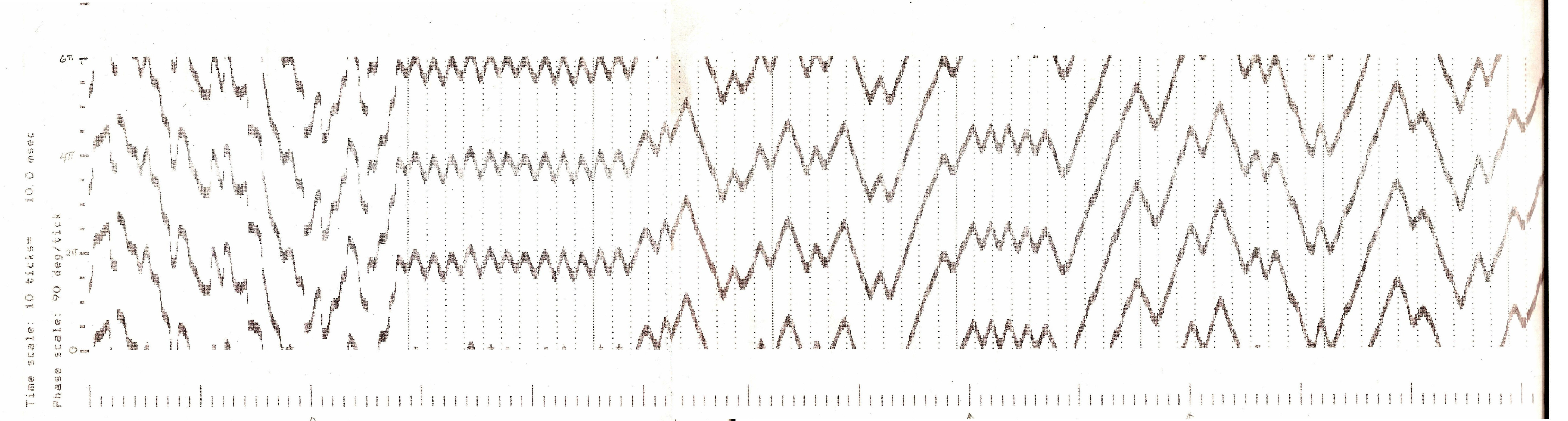
فاز لحظه‌ای شکل‌موج مدوله‌شده با فرکانس: MSK (کلیدزدنی با کمینه جابجایی). یک طرح "پوشانده" ۳۶۰ درجه به سادگی دو بار دیگر به صورت عمودی تکرار می‌شود، و توهم یک طرح ناپوشانده را ایجاد می‌کند، اما تنها با استفاده از 3x360 درجه از محور عمودی.

## مثال‌ها

### مثال ۱
{\displaystyle s(t)=A\cos(\omega t+\theta ),}
که ω > ۰.
{\displaystyle {\begin{aligned}s_{\mathrm {a} }(t)&=Ae^{j(\omega t+\theta )},\\\varphi (t)&=\omega t+\theta .\end{aligned}}}
در این مثال سینوسی ساده، ثابت θ نیز معمولاً به عنوان فاز یا انحراف فاز (به انگلیسی: phase offset) نامیده می‌شود. φ(t) تابعی از زمان است و تابعی از θ نیست. دیده می‌شود که انحراف فاز یک سینوسی با مقدار حقیقی مبهم است مگر اینکه یک مرجع (sin یا cos) مشخص شده باشد.

### مثال ۲
{\displaystyle s(t)=A\sin(\omega t)=A\cos \left(\omega t-{\frac {\pi }{2}}\right),}
که ω > ۰.
{\displaystyle {\begin{aligned}s_{\mathrm {a} }(t)&=Ae^{j\left(\omega t-{\frac {\pi }{2}}\right)},\\\varphi (t)&=\omega t-{\frac {\pi }{2}}.\end{aligned}}}
در هر دو مثال بیشینه محلی s(t) مطابقت دارد با φ(t) = ۲{\displaystyle \pi }N برای مقادیر صحیح از N.

## فرمول‌بندی
فرکانس زاویه‌ای لحظه‌ای به صورت زیر تعریف می‌شود:
{\displaystyle \omega (t)={\frac {d\varphi (t)}{dt}},}
و فرکانس لحظه‌ای (عادی) به صورت زیر تعریف می‌شود:
{\displaystyle f(t)={\frac {1}{2\pi }}\omega (t)={\frac {1}{2\pi }}{\frac {d\varphi (t)}{dt}}}
در اینجا φ(t) باید فاز ناپوشانده باشد. در غیر این صورت، اگر φ(t) پوشانده شود، ناپیوستگی در φ (t) منجر به ضربه‌های دلتای دیراک در f(t) می‌شود.
عمل وارون، که همیشه فاز ناپوشان است، به صورت زیر است:{\displaystyle {\begin{aligned}\varphi (t)&=\int _{-\infty }^{t}\omega (\tau )\,d\tau =2\pi \int _{-\infty }^{t}f(\tau )\,d\tau \\[5pt]&=\int _{-\infty }^{0}\omega (\tau )\,d\tau +\int _{0}^{t}\omega (\tau )\,d\tau \\[5pt]&=\varphi (0)+\int _{0}^{t}\omega (\tau )\,d\tau .\end{aligned}}}این فرکانس لحظه‌ای، ω (t)، می‌تواند مستقیماً از بخش‌های حقیقی و موهومی sa(t) به‌جای ارگومان مختلط بدون توجه به فاز ناپوشاننده به‌دست آید.
{\displaystyle {\begin{aligned}\varphi (t)&=\arg\{s_{\mathrm {a} }(t)\}\\[4pt]&=\operatorname {atan2} ({\mathcal {Im}}[s_{\mathrm {a} }(t)],{\mathcal {Re}}[s_{\mathrm {a} }(t)])+2m_{1}\pi \\[4pt]&=\arctan \left({\frac {{\mathcal {Im}}[s_{\mathrm {a} }(t)]}{{\mathcal {Re}}[s_{\mathrm {a} }(t)]}}\right)+m_{2}\pi \end{aligned}}}
{\displaystyle \pi }۲m۱ و {\displaystyle \pi }m۲ مضرب صحیح {\displaystyle \pi } هستند که برای جمع کردن فاز ناپوشانده لازم است. در مقادیری از زمان t، جایی که هیچ تغییری به عدد صحیح m2 وجود ندارد، مشتق φ(t) است.
{\displaystyle {\begin{aligned}\omega (t)={\frac {d\varphi (t)}{dt}}&={\frac {d}{dt}}\arctan \left({\frac {{\mathcal {Im}}[s_{\mathrm {a} }(t)]}{{\mathcal {Re}}[s_{\mathrm {a} }(t)]}}\right)\\[3pt]&={\frac {1}{1+\left({\frac {{\mathcal {Im}}[s_{\mathrm {a} }(t)]}{{\mathcal {Re}}[s_{\mathrm {a} }(t)]}}\right)^{2}}}{\frac {d}{dt}}\left({\frac {{\mathcal {Im}}[s_{\mathrm {a} }(t)]}{{\mathcal {Re}}[s_{\mathrm {a} }(t)]}}\right)\\[3pt]&={\frac {{\mathcal {Re}}[s_{\mathrm {a} }(t)]{\frac {d{\mathcal {Im}}[s_{\mathrm {a} }(t)]}{dt}}-{\mathcal {Im}}[s_{\mathrm {a} }(t)]{\frac {d{\mathcal {Re}}[s_{\mathrm {a} }(t)]}{dt}}}{({\mathcal {Re}}[s_{\mathrm {a} }(t)])^{2}+({\mathcal {Im}}[s_{\mathrm {a} }(t)])^{2}}}\\[3pt]&={\frac {1}{|s_{\mathrm {a} }(t)|^{2}}}\left({\mathcal {Re}}[s_{\mathrm {a} }(t)]{\frac {d{\mathcal {Im}}[s_{\mathrm {a} }(t)]}{dt}}-{\mathcal {Im}}[s_{\mathrm {a} }(t)]{\frac {d{\mathcal {Re}}[s_{\mathrm {a} }(t)]}{dt}}\right)\\[3pt]&={\frac {1}{(s(t))^{2}+\left({\hat {s}}(t)\right)^{2}}}\left(s(t){\frac {d{\hat {s}}(t)}{dt}}-{\hat {s}}(t){\frac {ds(t)}{dt}}\right)\end{aligned}}}
برای توابع زمان گسسته، این را می‌توان به صورت بازگشتی نوشت:
{\displaystyle {\begin{aligned}\varphi [n]&=\varphi [n-1]+\omega [n]\\&=\varphi [n-1]+\underbrace {\arg\{s_{\mathrm {a} }[n]\}-\arg\{s_{\mathrm {a} }[n-1]\}} _{\Delta \varphi [n]}\\&=\varphi [n-1]+\arg \left\{{\frac {s_{\mathrm {a} }[n]}{s_{\mathrm {a} }[n-1]}}\right\}\\\end{aligned}}}
سپس ناپیوستگی‌ها را می‌توان با افزودن {\displaystyle \pi }۲ در هر زمان Δφ[n] ≤ {\displaystyle \pi }−, و تفریق‌کردن {\displaystyle \pi }۲ در هر زمان Δφ[n] > {\displaystyle \pi } حذف کرد. که به φ[n] اجازه می‌دهد بدون محدودیت افزوده شود و یک فاز لحظه‌ای ناپوشانده تولید کند. یک فرمول‌بندی معادل که عمل پیمانه {\displaystyle \pi }۲ را با یک ضرب مختلط جایگزین می‌کند:
{\displaystyle \varphi [n]=\varphi [n-1]+\arg\{s_{\mathrm {a} }[n]\,s_{\mathrm {a} }^{*}[n-1]\},}
که در آن ستاره نشان دهنده مزدوج مختلط است. فرکانس لحظه ای گسسته (برحسب واحد رادیان در هر نمونه) صرفاً پیشروی فاز برای آن نمونه است.
{\displaystyle \omega [n]=\arg\{s_{\mathrm {a} }[n]\,s_{\mathrm {a} }^{*}[n-1]\}.}

## نمایش مختلط
در برخی کاربردها، مانند میانگین‌گیری مقادیر فاز در چند لحظه از زمان، ممکن است تبدیل هر مقدار به یک عدد مختلط یا نمایش برداری مفید باشد:
{\displaystyle e^{i\varphi (t)}={\frac {s_{\mathrm {a} }(t)}{|s_{\mathrm {a} }(t)|}}=\cos(\varphi (t))+i\sin(\varphi (t)).}
این نمایش شبیه به نمایش فاز پوشانده است زیرا بین مضرب {\displaystyle \pi }۲ در فاز تمایز قائل نمی‌شود، اما شبیه به نمایش فاز ناپوشانده است زیرا پیوسته است. یک فاز میانگین برداری را می‌توان به عنوان ارگومان مجموع اعداد مختلط بدون نگرانی در مورد پوشانندگی به دست آورد.

## برای مطالعهٔ بیشتر
- Cohen, Leon (1995). Time-Frequency Analysis. Prentice Hall.
- Granlund; Knutsson (1995). Signal Processing for Computer Vision. Kluwer Academic Publishers.